# Кариасо, Крис
Крис Винсент Кариасо (англ. Chris Vincent Cariaso; род. 27 мая 1981, Сан-Хосе) — американский боец смешанного стиля, представитель легчайшей и наилегчайшей весовых категорий. Выступал на профессиональном уровне в период 2006—2015 годов, известен по участию в турнирах бойцовских организаций UFC, WEC, Strikeforce, ShoXC и др. Был претендентом на титул чемпиона UFC в наилегчайшем весе.

## Биография
Крис Кариасо родился 27 мая 1981 года в городе Сан-Хосе штата Калифорния, США. Имеет филиппинские корни.
Занимался единоборствами с двенадцати лет, практиковал бокс и муай-тай — участвовал в этих дисциплинах на многих любительских соревнованиях, в частности в 2005 году одержал победу на турнире «Золотые перчатки» в Сан-Франциско. Проходил подготовку в зале Rise Combat Sports, где так же освоил технику джиу-джитсу.

### Начало профессиональной карьеры
Дебютировал в смешанных единоборствах на профессиональном уровне в мае 2006 года, выиграв у своего соперника единогласным решением судей. С 2007 года выступал в достаточно престижных промоушенах Strikeforce и ShoXC, дрался преимущественно на территории Калифорнии.
В октябре 2009 года завоевал титул чемпиона ISCF в легчайшем весе, победив техническим нокаутом Роландо Веласко.

### World Extreme Cagefighting
Имея в послужном списке девять побед и только одно поражение, Кариасо привлёк к себе внимание крупной американской организации World Extreme Cagefighting и в июне 2010 года благополучно дебютировал здесь, одолев по очкам бразильца Рафаэла Ребелу.
В декабре 2010 года встретился с другим бразильцем Ренаном Бараном, в первом раунде попался в удушающий приём сзади и вынужден был сдаться.
Поскольку организация WEC была поглощена более крупным игроком на рынке смешанных единоборств Ultimate Fighting Championship, все сильнейшие бойцы оттуда автоматически перешли на контракт к новому владельцу, в том числе перешёл и Кариасо.

### Ultimate Fighting Championship
Первый бой в октагоне UFC состоялся для него в январе 2011 года, Кариасо встретился с Уиллом Кампусано и выиграл у него единогласным решением судей. Затем, тем не менее, последовало поражение раздельным решением от Майкла Макдональда.
В дальнейшем им были побеждены такие бойцы как Вон Ли, Такэя Мидзугаки и Джош Фергюсон, при этом Кариасо решил спуститься в наилегчайшую весовую категорию. Победная серия прервалась только в декабре 2012 года после встречи с Джоном Морагой, который в третьем раунде поймал его в «гильотину» и принудил к сдаче.
В 2013 году Кариасо провёл два боя на турнирах в Бразилии, в первом случае проиграл по очкам Жусиеру Формиге, во втором — техническим нокаутом победил Илиарди Сантуса.
В 2014 году одолел решениями судей таких бойцов как Дэнни Мартинес и Луис Смолка.
Благодаря череде удачных выступлений удостоился права оспорить титул чемпиона UFC в наилегчайшем весе, принадлежавший Демтриусу Джонсону. Изначально чемпионский бой между ними планировался на август 2014 года, но затем был перенесён на сентябрь. Во втором раунде их противостояния Джонсон провёл обратный узел локтя и тем самым заставил Кариасо сдаться.
В 2015 году Крис Кариасо единогласными решениями уступил Генри Сехудо и Серхио Петтису, а в феврале 2016 года объявил о завершении бойцовской карьеры.

## Статистика в профессиональном ММА
| Боёв 25  | Побед 17 | Поражений 8 |
| -------- | -------- | ----------- |
| Нокаутом | 3        | 1           |
| Сдачей   | 2        | 3           |
| Решением | 12       | 4           |

| Результат | Рекорд | Соперник          | Способ                 | Турнир                            | Дата             | Раунд | Время | Место                    | Примечание                                     |
| --------- | ------ | ----------------- | ---------------------- | --------------------------------- | ---------------- | ----- | ----- | ------------------------ | ---------------------------------------------- |
| Поражение | 17-8   | Серхио Петтис     | Единогласное решение   | UFC 192                           | 3 октября 2015   | 3     | 5:00  | Хьюстон, США             |                                                |
| Поражение | 17-7   | Генри Сехудо      | Единогласное решение   | UFC 185                           | 14 марта 2015    | 3     | 5:00  | Даллас, США              |                                                |
| Поражение | 17-6   | Деметриус Джонсон | Сдача (кимура)         | UFC 178                           | 27 сентября 2014 | 2     | 2:29  | Лас-Вегас, США           | Бой за титул чемпиона UFC в наилегчайшем весе. |
| Победа    | 17-5   | Луис Смолка       | Раздельное решение     | UFC Fight Night: Brown vs. Silva  | 10 мая 2014      | 3     | 5:00  | Цинциннати, США          |                                                |
| Победа    | 16-5   | Дэнни Мартинес    | Единогласное решение   | UFC 169                           | 1 февраля 2014   | 3     | 5:00  | Ньюарк, США              |                                                |
| Победа    | 15-5   | Илиарди Сантус    | TKO (удары руками)     | UFC Fight Night: Maia vs. Shields | 9 октября 2013   | 2     | 4:31  | Баруэри, Бразилия        |                                                |
| Поражение | 14-5   | Жусиер Формига    | Единогласное решение   | UFC on FX: Belfort vs. Rockhold   | 18 мая 2013      | 3     | 5:00  | Жарагуа-ду-Сул, Бразилия |                                                |
| Поражение | 14-4   | Джон Морага       | Сдача (гильотина)      | UFC 155                           | 29 декабря 2012  | 3     | 1:11  | Лас-Вегас, США           |                                                |
| Победа    | 14-3   | Джош Фергюсон     | Единогласное решение   | UFC on Fuel TV: Munoz vs. Weidman | 11 июля 2012     | 3     | 5:00  | Сан-Хосе, США            | Дебют в наилегчайшем весе.                     |
| Победа    | 13-3   | Такэя Мидзугаки   | Единогласное решение   | UFC 144                           | 26 февраля 2012  | 3     | 5:00  | Сайтама, Япония          |                                                |
| Победа    | 12-3   | Вон Ли            | Раздельное решение     | UFC 138                           | 5 ноября 2011    | 3     | 5:00  | Бирмингем, Англия        |                                                |
| Поражение | 11-3   | Майкл Макдональд  | Раздельное решение     | UFC 130                           | 28 мая 2011      | 3     | 5:00  | Лас-Вегас, США           |                                                |
| Победа    | 11-2   | Уилл Кампусано    | Единогласное решение   | UFC: Fight for the Troops 2       | 22 января 2011   | 3     | 5:00  | Форт-Худ, США            |                                                |
| Поражение | 10-2   | Ренан Баран       | Сдача (удушение сзади) | WEC 53                            | 16 декабря 2010  | 1     | 3:47  | Глендейл, США            |                                                |
| Победа    | 10-1   | Рафаэл Ребелу     | Единогласное решение   | WEC 49                            | 20 июня 2010     | 3     | 5:00  | Эдмонтон, Канада         |                                                |
| Победа    | 9-1    | Роландо Веласко   | TKO (удары руками)     | LTD: Rumble in Richmond           | 24 октября 2009  | 2     | 3:17  | Ричмонд, США             | Выиграл титул чемпиона ISCF в легчайшем весе.  |
| Победа    | 8-1    | Элвин Какдак      | Сдача (удушение сзади) | WCSC: The Awakening               | 30 мая 2009      | 1     | 3:56  | Сан-Франциско, США       |                                                |
| Победа    | 7-1    | Энтони Фигероа    | Сдача (удушение сзади) | Strikeforce: Melendez vs. Thomson | 17 июня 2008     | 2     | 4:34  | Сан-Хосе, США            |                                                |
| Поражение | 6-1    | Марк Оширо        | TKO (удары руками)     | ShoXC: Elite Challenger Series    | 21 марта 2008    | 1     | 2:38  | Фрайант, США             |                                                |
| Победа    | 6-0    | Рик Маккоркелл    | Единогласное решение   | ShoXC: Elite Challenger Series    | 26 октября 2007  | 3     | 5:00  | Санта-Инес, США          |                                                |
| Победа    | 5-0    | Энтони Фигероа    | Единогласное решение   | Strikeforce: Shamrock vs. Baroni  | 22 июня 2007     | 3     | 3:00  | Сан-Хосе, США            |                                                |
| Победа    | 4-0    | Дэвид Барриос     | KO (ногой в голову)    | CCFC: Total Elimination           | 12 мая 2007      | 2     | 1:34  | Санта-Роза, США          |                                                |
| Победа    | 3-0    | Эндрю Валладерес  | Единогласное решение   | Strikeforce: Young Guns           | 10 февраля 2007  | 3     | 3:00  | Сан-Хосе, США            |                                                |
| Победа    | 2-0    | Уолт Хьюз         | Единогласное решение   | Warrior Cup 1                     | 12 августа 2006  | 3     | 5:00  | Стоктон, США             |                                                |
| Победа    | 1-0    | Ральф Альварадо   | Единогласное решение   | ICFO 1: Stockton                  | 13 мая 2006      | 3     | 5:00  | Стоктон, США             |                                                |